# Lintgen
Lintgen (Luxemburgs: Lëntgen) is een gemeente in het Luxemburgse Kanton Mersch.
De gemeente heeft een totale oppervlakte van 15,25 km² en telde 2456 inwoners op 1 januari 2007.

## Kernen
Gosseldange, Lintgen, Prettingen

## Evolutie van het inwoneraantal
| Jaar                              | 2001 | 2002 | 2003 | 2004 | 2005 |
| --------------------------------- | ---- | ---- | ---- | ---- | ---- |
| Inwoneraantal                     | 2226 | 2245 | 2303 | 2342 | 2405 |
| Opmerking: tellingen op 1 januari |      |      |      |      |      |

## Geboren
- Irène Nadler (1921), kunstschilder